# David Henry
David „Dave” Henry (ur. 24 lutego 1975 r. w Denver w stanie Kolorado) – profesjonalny amerykański kulturysta, żołnierz, członek federacji IFBB (International Federation of BodyBuilders) oraz United States Air Force. Jedyny wojskowy w szeregach IFBB.

## Życiorys
Sporty siłowe zaczął uprawiać jako siedemnastolatek. Po miesiącach intensywnych treningów, wystartował w swoich pierwszych zawodach kulturystycznych − Muscle Tech Team Challenge, które to zwyciężył. W roku 2001 debiutował w zmaganiach organizowanych przez prestiżową federację NPC (National Physique Committee); były to zawody na szczeblu ogólnokrajowym, a Henry, w kategorii wagowej średniej, zdobył jedenaste miejsce. Już rok później wywalczył srebrny medal w tym samych zmaganiach i w tej samej kategorii. W 2004 po raz pierwszy pojawił się w zawodach federacji IFBB, z którą następnie związał się na stałe − udział w Florida Xtreme Pro Challenge przyniósł mu lokatę #10. W 2005 został zwycięzcą Mr. Olympia Wildcard Showdown Championships.
Obecnie mieszka w Tucson w Arizonie.
Warunki fizyczne:
- wzrost: 165 cm
- waga w sezonie: 92 kg
- waga poza sezonem: 106 kg

## Osiągi (wybór)
- 2001:
  - NPC Nationals, kategoria średnia – XI m-ce
- 2002:
  - NPC Nationals, kategoria średnia – I m-ce
  - NPC USA Championships, kategoria średnia – II m-ce
- 2004:
  - Florida Pro Xtreme Challenge – X m-ce
  - Ironman Pro Invitational – VI m-ce
  - San Francisco Pro Invitational – VIII m-ce
- 2005:
  - Arnold Classic – XII m-ce
  - Europa Supershow – IV m-ce
  - Ironman Pro Invitational – VII m-ce
  - Mr. Olympia – XIV m-ce
  - Mr. Olympia Wildcard Showdown Championships – I m-ce
  - San Francisco Pro Invitational – VII m-ce
  - Toronto Pro Invitational – VII m-ce
- 2006:
  - Arnold Classic – XI m-ce
  - Colorado Pro Championships – III m-ce
  - Ironman Pro Invitational – II m-ce
  - New York Pro Championships – IV m-ce
  - Mr. Olympia – XVI m-ce
- 2007:
  - Arnold Classic – XIV m-ce
  - Ironman Pro Invitational – VI m-ce
  - Mr. Olympia – X m-ce
- 2008:
  - Ironman Pro Invitational – XII m-ce
  - Arnold Classic – XII m-ce
  - IFBB Tampa Bay Pro – III m-ce
  - Mr. Olympia – XV m-ce
- 2009:
  - New York Pro Championships − III m-ce
  - Mr. Olympia − II m-ce
  - IFBB Tampa Bay Pro − I m-ce

## Obecność w mediach
Dwukrotnie (lipiec 2006, wrzesień 2009) gościł na okładce czasopisma kulturystycznego Flex, jednokrotnie − na okładkach Muscle Mag International (lipiec 2009) oraz Muscular Development (maj 2006).
Był bohaterem filmów treningowych.